# Petr Chrdle
Petr Chrdle (* 12. března 1946 v Českých Budějovicích) je český nakladatel, cestovatel a esperantista.

## Životopis
Po ukončení Střední průmyslové školy elektrotechnické v Českých Budějovicích absolvoval leteckou fakultu Vojenské technické akademie, obor elektronická výstroj a výzbroj letadel, kde získal titul elektrotechnický inženýr. Aspirantské studium v Ústavu elektroniky a radiotechniky ČSAV ukončil jako kandidát technických věd (CSc.). Svoji kandidátskou disertační práci nostrifikoval na mezinárodní akademii věd San Marino (AIS), kde získal titul doktora přírodních věd (dr. sc. nat.). Tamtéž habilitoval na docenta a v letech 1990 až 1994 vykonával funkci tajemníka senátu AIS. Externě vyučoval na ČVUT Praha, fakultě strojní, a na pražské pobočce VŠDS Žilina (do jejího zrušení po rozdělení ČSFR). V roce 1992 založil Kongresovou a vzdělávací agenturu KAVA-PECH (plným názvem Kongresová a vzdělávací agentura Petra Chrdleho) a stejnojmenné nakladatelství, které dosud řídí. Specifickým rysem agentury je, že v jejím rámci pořádal mj. i řadu mezinárodních esperantských kongresů, odborných a ekoturistických akcí a karavany na světové esperantské kongresy v řadě zemí (např. Španělsko, Japonsko, Jižní Korea, Čína, Brazílie, Austrálie a další).
V současnosti je funkce agentury omezena téměř výhradně na nakladatelství, v němž bylo vydáno pod vlastním ISBN více než 250 titulů a minimálně stejný počet titulů na zakázku, nejen pro tuzemské zákazníky (obce, občanská sdružení, jednotlivce), ale i zahraniční (Švédsko, Nizozemsko, Německo, Francie, Španělsko, Jižní Korea). 
V roce 2016 bylo jeho nakladatelství KAVA-PECH zařazeno do České knihy rekordů jakožto české nakladatelství vyvážející své knihy do nejvíce zemí světa. V letech 2004–2006 byl členem prezídia Asociace českých cestovních kanceláří a agentur.

## Působnost v esperantském hnutí
Svého hlavního koníčka – mezinárodní jazyk esperanto – povýšil na profesionální úroveň a používá ho pro komunikaci se svými zahraničními klienty rovnocenně vedle češtiny, angličtiny a němčiny. Od roku 1989 do 2010 byl nepřetržitě členem výboru Světového esperantského svazu (UEA), v letech 1998 až 2001 byl jako první Čech v stoleté historii UEA členem jeho prezidia. Od roku 2010 zastává v UEA funkci vedoucího delegáta pro ČR. V roce 2016 se stal čestným členem UEA. Od roku 1987 do 2011 byl rovněž nepřetržitě čelným funkcionářem Českého esperantského svazu (předseda nebo místopředseda) a od roku 1997 je členem zkušební komise Mezinárodní ligy učitelů esperanta ILEI. Ve své knize Profesia uzo de Esperanto kaj ĝiaj specifaj trajtoj (Profesionální využívání esperanta a jeho specifické rysy) shrnul už v roce 1994 své zkušenosti na tomto poli. V roce 2013 vyšlo její třetí aktualizované vydání. Je autorem (společně s manželkou) učebnice Esperantem za tři měsíce a jejího čtvrtého rozšířeného vydání Esperanto od A do Z (2016) a členem Muzejní a výstavní skupiny ČES Muzea esperanta ve Svitavách pro oblast mezinárodních vztahů.
Své zkušenosti a zážitky s esperantem, jak veselé, tak i poučné, popsal v knize Život s esperantem a v esperantské verzi Mia vivo kun Esperanto. Obě knihy nejsou obsahově identické, protože jsou psány pro jiné cílové skupiny.
Své další koníčky – cestování obecně, ale zejména ekoturistiku, zejména pěší, a cykloturistiku a fotografování – spojil v řadě případů rovněž s esperantem, které umožňuje pro běžného turistu těžko dosažitelné přímé osobní kontakty v zahraničí. Značným dílem i pomocí esperanta procestoval dost zemí od Brazílie přes většinu evropských zemí až po Austrálii, ale nejblíže má k Dálnému východu (pevninská Čína i Tchaj-wan, Jižní Korea a Japonsko, kde měl možnost pobýt i v rodinách, klášterech a na univerzitách). O posledně jmenovaných zemích napsal publikaci Čína, Korea, Japonsko - Země podobné avšak rozdílné a její verzi v esperantu Ĉinio, Koreio, Japanio - Landoj similaj sed diferencaj. 

## Publikace (výběr)

### Publikace české
- Chrdle P., Chrdlová S.: Esperanto za tři měsíce. ISBN 80-85853-84-1 Třetí přepracované vydání. 2006, 196 s.
- Chrdle P., Chrdlová S.: Esperanto od A do Z., ISBN 978-80-87169-88-9, 2016, 183 s.
- Chrdle P: Čína, Korea, Japonsko: Země podobné, avšak rozdílné. ISBN 978-80-88326-22-9, 2022, 227 s.
- Chrdle P.: Život s esperantem. ISBN 978-80-88326-45-8, 2023, 279 s.
- Chrdle P.: Berta Suttnerová: Pražská rodačka, nositelka Nobelovy ceny míru. ISBN 978-80-88326-54-0, 2025, 157 s.

### Publikace v esperantu
- Chrdle P.: Profesia uzo de Esperanto kaj ĝiaj specifaj trajtoj. Třetí aktualizované vydání, ISBN 978-80-87169-40-7, 2013, 97 s.
- Chrdle P. (red.): La stato kaj estonteco de la internacia lingvo Esperanto. ISBN 80-85853-08-6, 1993, 151 s.
- Chrdle P. (red.): Intimaj temoj en Esperanto-beletro. ISBN 80-85853-74-4, 2005, 103 s.
- Chrdle P.: Sen laco por paco: Vivo kaj Verko de Bertha von Suttner. ISBN 978-80-88326-04-5, 2019, 159 s.
- Chrdle P.: Ĉinio, Koreio, Japanio: Landoj similaj sed diferencaj, ISBN 978-80-88326-24-3, 2022, 248 s.
- Chrdle P (red.).: Eli Urbanová: Cent jaroj post la naskiĝo, ten jaroj post la forpaso. ISBN 978-80-88326-33-5, 71 s.
- Chrdle P.: Mia vivo kun Esperanto. ISBN 978-80-88326-41-0, 2023, 251 s.